# Samoklęski Duże
Samoklęski Duże – wieś w Polsce położona w województwie kujawsko-pomorskim, w powiecie nakielskim, w gminie Szubin.

## Części wsi
| SIMC    | Nazwa    | Rodzaj    |
| ------- | -------- | --------- |
| 0994160 | Osadniki | część wsi |

## Historia

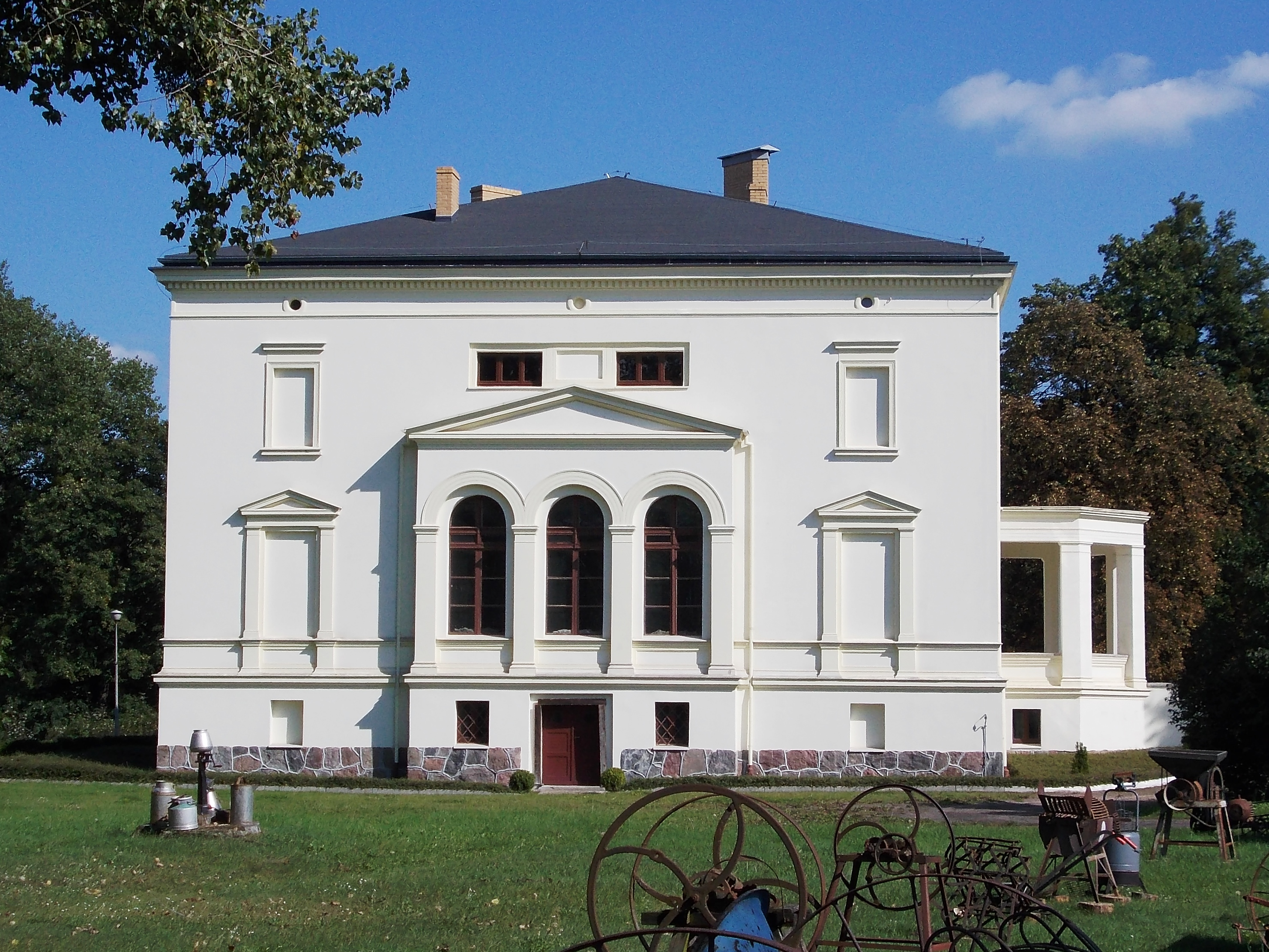
Pałac

Pierwsza wzmianka historyczna o tej wsi, leżącej w odległości 9 km na północny zachód od Szubina, pochodzi z 1337 roku. Wtedy to właśnie król Kazimierz III Wielki pozwolił braciom Marcinowi i Wojciechowi postawić most na Noteci między Turem a Samoklęskami Dużymi oraz pobierać myto.
W XIV w Samoklęskach powstała parafia św. Bartłomieja Apostoła.
W 1523 roku wzmiankuje się również o płaceniu przez tę wieś dziesięciny snopowej kościołowi szubińskiemu. Dobra te w 1618 roku należały do kapituły gnieźnieńskiej, około 1793 roku były własnością Józefa Godzimirskiego, następnie Melchiora Wierzbickiego, potem Stanisława Brezy, a następnie niemieckiej rodziny Pollów (do 1939 roku). Dla rodziny tej w 2. połowie XIX wieku wybudowano tu późnoklasycystyczny, piętrowy dwór, który w XX wieku uległ przebudowie.
W latach 1950–1998 miejscowość należała do województwa bydgoskiego.

## Zabytki
Według rejestru zabytków NID na listę zabytków wpisane są:
- kościół parafialny pw. św. Bartłomieja Apostoła, lata: 1891-1892, nr rej.: A/1584 z 11.03.2011
- zespół pałacowy z 2. połowy XIX w., nr rej.: 195/A z 15.01.1986, obejmujący:
  - pałac (dec. dwór), około 1870 r., 1960 r.
  - park, 2. połowa XIX w.

W zwartej piętrowej bryle pałacu uwidaczniają się wpływy berlińskie. Elewację ogrodową zdobi pięcioboczny taras wsparty na filarach, zaś frontową – akcentuje nieznaczny środkowy ryzalit. Również elewacje boczne zdobione są ryzalitami trójkątnie zwieńczonymi, zaś wejście do dworu poprzedzają wysokie schody. W otoczeniu dworu rozciąga się park o powierzchni 1,5 ha, który założony został w 2. połowie XIX wieku.

## Demografia
Według Narodowego Spisu Powszechnego (III 2011 r.) wieś liczyła 464 mieszkańców. Jest ósmą co do wielkości miejscowością gminy Szubin.